# Santa Amelia, Reina de Hungría
Santa Amelia, Reina de Hungría es una pintura al óleo de Paul Delaroche.

## Obra perdida

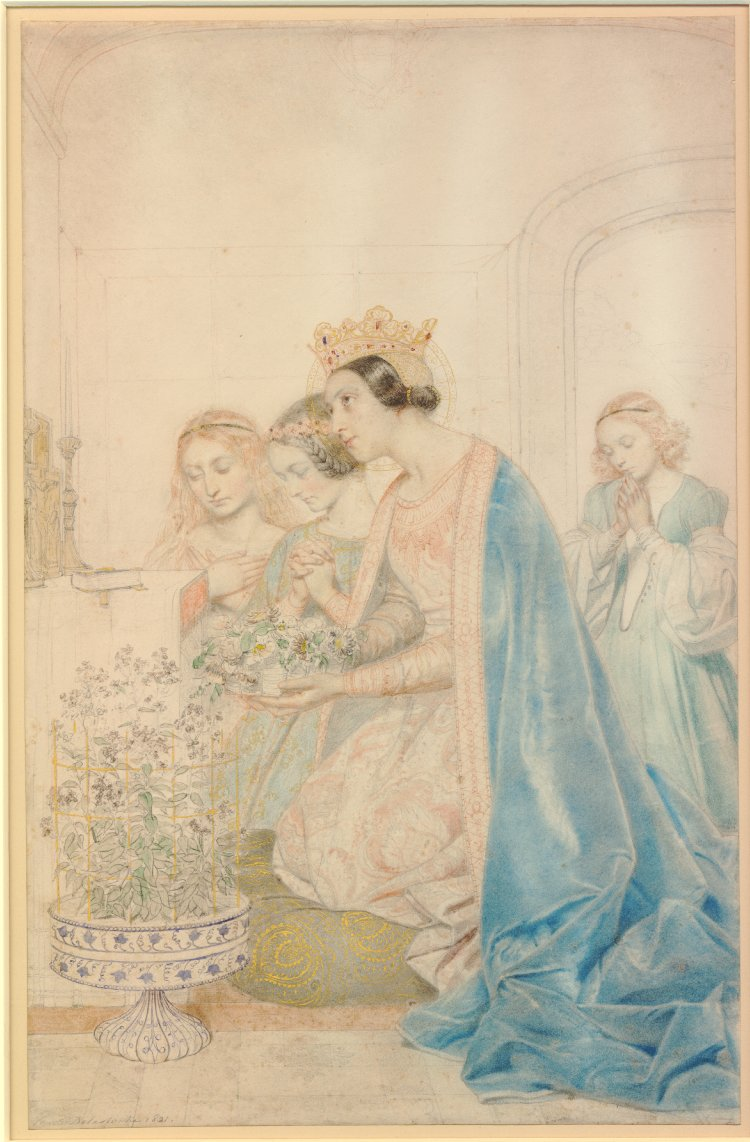
Estudio preparatorio de Santa Amelia, reina de Hungría, por Paul Delaroche.

La reina María Amelia de Francia, esposa del rey Luis Felipe, comisionó en 1831 una pintura de Santa Amelia al pintor Paul Delaroche. La obra fue creada como diseño para un vitral en la capilla privada de la reina en el Château d'Eu, siendo la pintura exhibida en el Salón de París en 1834. Según registros, en 1837 el cuadro se encontraba colgado en la Capilla Real en el Palacio de las Tullerías, en París, siendo grabado por Paolo Mercuri. La obra original fue considerada perdida por varias décadas, existiendo un dibujo preparatorio realizado en tiza, grafito y acuarela el cual se conserva actualmente en el Museo Británico.

## Descubrimiento

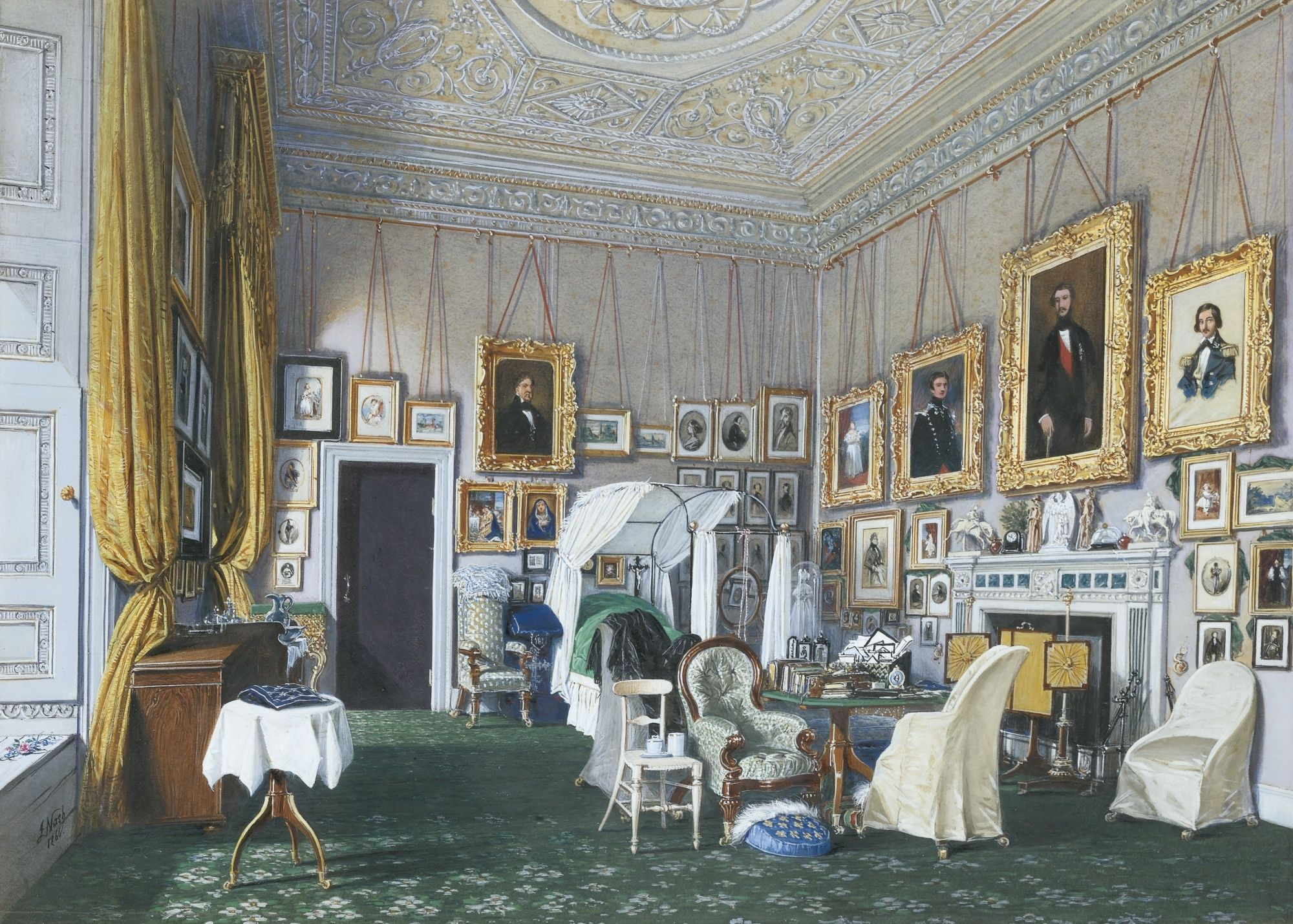
Habitación de María Amelia, reina de los franceses en Claremont Castle, Surrey, acuarela de Joseph Nash (1866). La pintura de Delaroche puede observarse en la parte izquierda de la obra, situada a la derecha de la puerta.

El equipo del programa de la BBC Fake or Fortune? llevó a cabo una investigación de una pintura ubicada en el Castillo de Park en Cornhill, Aberdeenshire, con el fin de determinar si era la obra original de Delaroche o una de las numerosas copias que se hicieron de la misma. La obra había sido vendida por la casa de subastas Christie's en 1980 como un trabajo del artista francés Fleury François Richard, con el título A Queen and her Retinue at Worship. Esta versión de la obra sin firmar fue finalmente adquirida por un valor de 500 libras en 1989 por un marchante de arte, Neil Wilson, quien había trabajado para Christie's tras abandonar la universidad. En dicho programa, el experto en arte Bendor Grosvenor mostró una acuarela de 1866 obra de Joseph Nash la cual representa la pintura en el dormitorio de la reina en Claremont House, en Surrey, donde los monarcas se habían establecido tras abandonar Francia como consecuencia de la Revolución de 1848.
Un análisis técnico demostró que las anomalías cromáticas presentes en la pintura fueron resultado de la degradación de la pigmentación, mostrando además que dichas anomalías habían sido restauradas. Tras revisar los descubrimientos efectuados en el programa, el profesor Stephen Bann, experto en la obra de Delaroche, concluyó que se trataba del original considerado perdido, revelando asimismo una carta escrita por el pintor en la cual este deja constancia de su consternación por el deplorable estado de la pintura tras haber sido copiada con el fin de elaborar un vitral para la reina María Amelia, afirmando también que tendría que llevar a cabo un considerable esfuerzo para restaurarla. 
Tras su autentificación, la viuda de Wilson, Becky, se mostró decidida a conservar la obra, permitiendo no obstante que la misma sea expuesta en el Museo Británico cuando se lleve a cabo una exhibición dedicada a Delaroche.